# Cantonul Quimper-2
Cantonul Quimper-2 este un canton din arondismentul Quimper, departamentul Finistère, regiunea Bretania, Franța.

## Comune
- Ergué-Gabéric
- Quimper (parțial, reședință)